# Beekbergerwoud

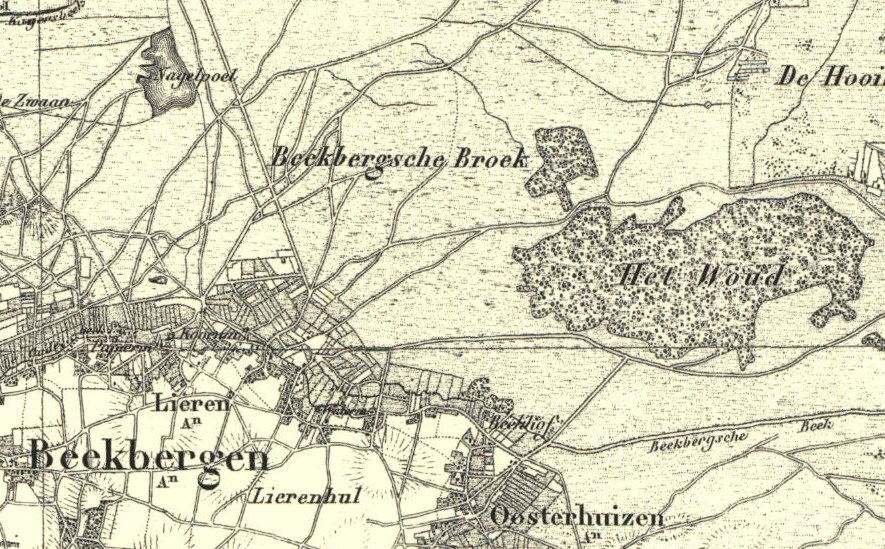
Beekbergen met 'Het Woud', kaart uit 1866

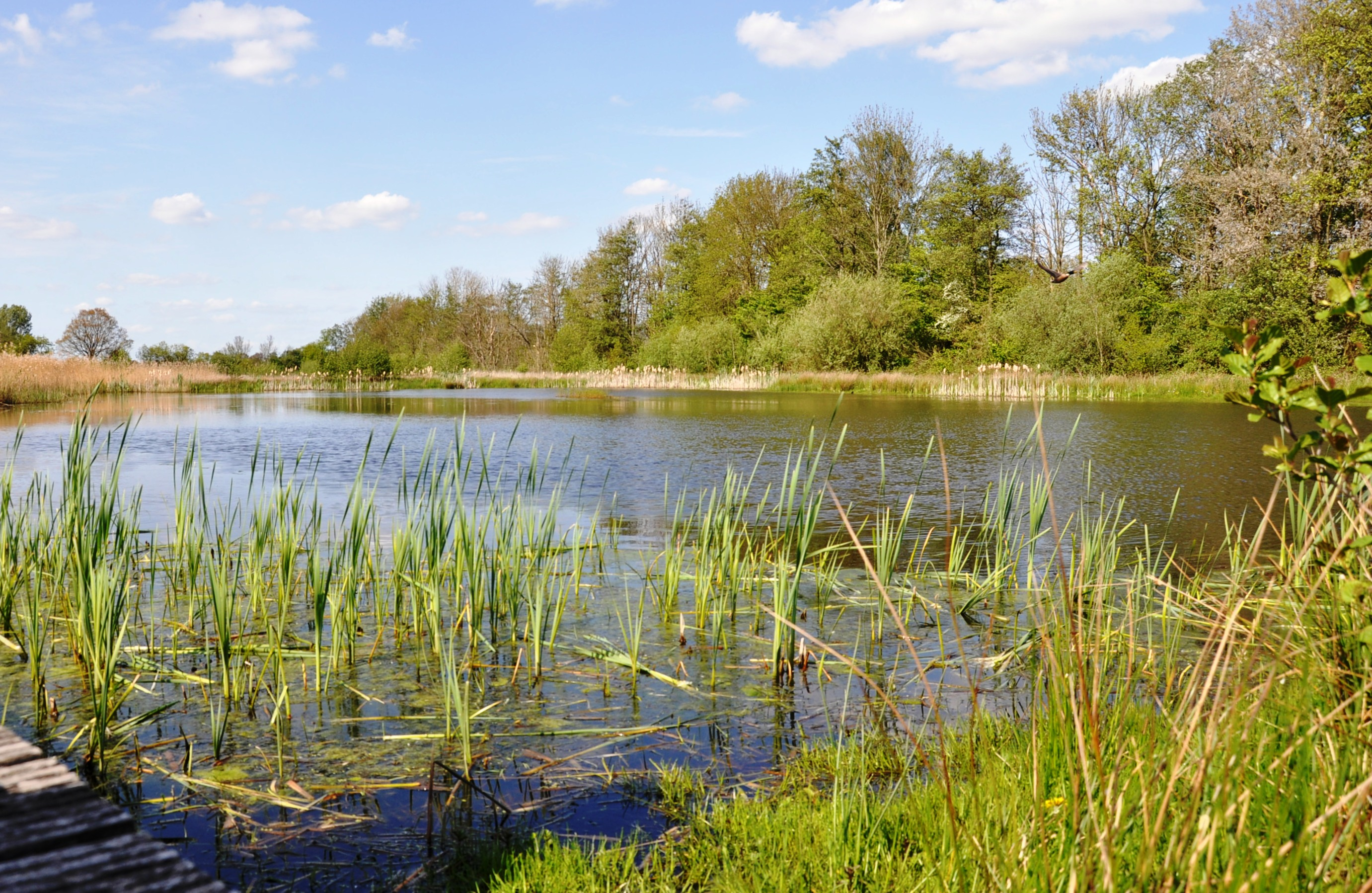
Nieuwe natuur langs snelweg A50

Het Beekbergerwoud is een voormalig broekbos in de Nederlandse provincie Gelderland, gelegen tussen Apeldoorn en het dorp Klarenbeek. Het werd in 1871 ontgonnen en geldt als het laatste Nederlandse oerbos. De Vereniging Natuurmonumenten poogt het woud door natuurontwikkeling nieuw leven in te blazen, onder andere door het aankopen van gronden en het laten ontstaan van nieuw moerasbos in het weidegebied ten westen van snelweg A50. Ten noorden van deze 'nieuwe natuur' ligt het landbouwgebied Beekbergsebroek dat voor de ontginning tot het woud gerekend werd.

## Geschiedenis
Na een ijstijd die vrijwel onafgebroken 120.000 jaar lang duurde, begon rond 9200 voor Christus in Europa een nieuw tijdvak, het Holoceen. In het gehele Holoceen, dat tot op heden voortduurt, was het klimaat opnieuw voldoende vochtig en warm voor de groei van een weelderig plantendek. De voorwaarden voor de ontwikkeling van moerassige bossen waren op veel plaatsen aanwezig.
Een van die bossen was het Beekbergerwoud, plaatselijk ook wel 'Het Woud' of 'Het Elsbos' genoemd, dat zich 8.000 jaar geleden aan de oostflank van het Veluwemassief in de IJsselvallei ontwikkelde. Het woud bestond, behalve uit verspreide eiken en beuken op zandige horsten, vooral uit vochtige tot zeer natte op een tot twee meter dikke veenlaag groeiende moerasbossen. Hier domineerden de soms eeuwenlang als hakhout geëxploiteerde zeer brede zwarte elzen- en essenstobbes. In de negentiende eeuw was het woud meer dan een kilometer breed en twee kilometer lang. Door begrazing konden in de middeleeuwen aan de randen van het bos, en vooral ten noorden ervan, vochtige heidevelden en de hooilanden ontstaan. Ook werden in het bos onder toeziend oog van 'koewachters' runderen geweid op de plaatsen die bereikbaar waren via zogenoemde koepaden. Verder waren er kolenbranders actief die hun meilers bouwden met hout van het woud. Houtskool van elzenhout was gewild voor het maken van buskruit. Behalve brand- en geriefhout leverde het gebied ook  turf voor de bevolking uit de omtrek.
Het Beekbergerwoud bleef heel lang uit de greep van de menselijke ontginningsdrang. In 1836 ontdekte de landbouwkundige J. Wttewaall dat het een restant oerwoud was waar nog steeds veel zeldzame planten groeiden. Het bos was eigenlijk alleen in een vorstperiode goed toegankelijk. De elzen werden dan ter hoogte van het ijs gekapt, waardoor de buitenste zone bestond uit elzenhakhout met stobben van zo'n 80 cm hoog. Op de horsten konden eeuwenoude eiken zich goed handhaven. Onder de veenlaag waarop het bos groeide, lag een laag ondoorlaatbaar leem. Hemelwater en kwel verzamelde zich in dit laaggelegen gebied, om ten slotte weer afgevoerd te worden door twee beken die hier ontsprongen.
Tussen 1869 en 1871 werd dit 'oerwoud' ontgonnen, omdat landbouwgrond in de omgeving schaars was en dus veel geld opleverde. Het Beekbergerwoud werd eerst drooggelegd door rondom het gebied afwateringssloten aan te leggen en midden door het woud een weg aan te leggen. Vervolgens kapte men de bomen en rooide het bos. Na het graven van greppels en sloten voor de ontwatering en de egalisatie van de oneffen bodem, was in 1871 de ontginning tot weiland vrijwel voltooid. Een ecologisch document dat toen al door plantkundigen werd geroemd en in later tijd als van onschatbare waarde werd beschouwd, was daarmee definitief verloren gegaan.
Het Beekbergerwoud staat bekend als het laatste oerbos van Nederland. Of dat terecht is, is de vraag. In de eeuwen voorafgaand aan de ondergang, werd er steeds wel door de mens in het bos ingegrepen. Maar nog tot vlak voor het einde staken de sporadische bezoekende kenners de loftrompet over de floristische rijkdom die er te vinden was. Die rijke plantengroei was te danken aan de kwaliteit van het kwelwater, de gevarieerde samenstelling van de bodem met de drogere voedselarme horsten en het moerassige voedselrijke veen. Ook de van de randen naar de kern van het woud toe steeds geringer wordende menselijke activiteiten hadden er een positieve invloed op.

## Geologie, bodem, water, landschap
Het oostelijke massief van de Veluwe is ontstaan tijdens de voorlaatste ijstijd. Een gigantische ijslob schoof toen, komend uit oostelijke richting, pal op de Veluwe aan. Onder het over de bodem schurende ijs vormde zich keileem; een laag van dit materiaal bevindt zich op 70 meter diepte. Boven de keileem heeft zich een relatief veel dikkere afzettingslaag gevormd: de glaciofluviale dalopvulling. Deze bestaat voornamelijk uit klei en kwam tot stand door het transport en het afsmelten van het ijs.
In de warme periode van het Eemien - het voorlaatste interglaciaal - werden daarop grove rivierzanden afgezet. In de daarop volgende ijstijd (de laatste), het Weichselien, was de grond permanent bevroren; er ontstonden door uitspoeling brede erosiedalen. Het vrijgekomen materiaal, grindhoudend en lemig zand, werd afgezet in zogenaamde daluitspoelingswaaiers. Een dik pakket hiervan wordt gevonden in het zuidwestelijk deel van het voormalige woud, op de geringe diepte van veertig centimeter beneden het maaiveld. Op al deze lagen werden tijdens droge perioden nog dekzanden afgezet.
Op de Veluwe zakt het regenwater direct in de zandgrond weg. Een deel van het water stroomt zijdelings af naar de randen van het massief. Daar treedt het als kwelwater aan de oppervlakte. Onder andere was dat het geval in het Beekbergerwoud. Gedurende het Holoceen kon op de plaats van het woud een ongestoorde bodemopbouw plaatsvinden. Nog steeds onderscheidt men: moerige eerdgronden, beekeerdgronden, gooreerdgronden, veldpodzolgronden en laarpodzolgronden. De bodem werd echter grondig verstoord door de ontginning van het woud in de periode 1869-1871; het terrein werd geëgaliseerd en ontwaterd. Ook door de toegepaste bemesting is de basis voor een oorspronkelijk natuurkwaliteit in het recente verleden ernstig aangetast. De vrij zeldzame kwelsituatie bleef echter bestaan.

## Herinrichting van het gebied rond de millenniumwisseling

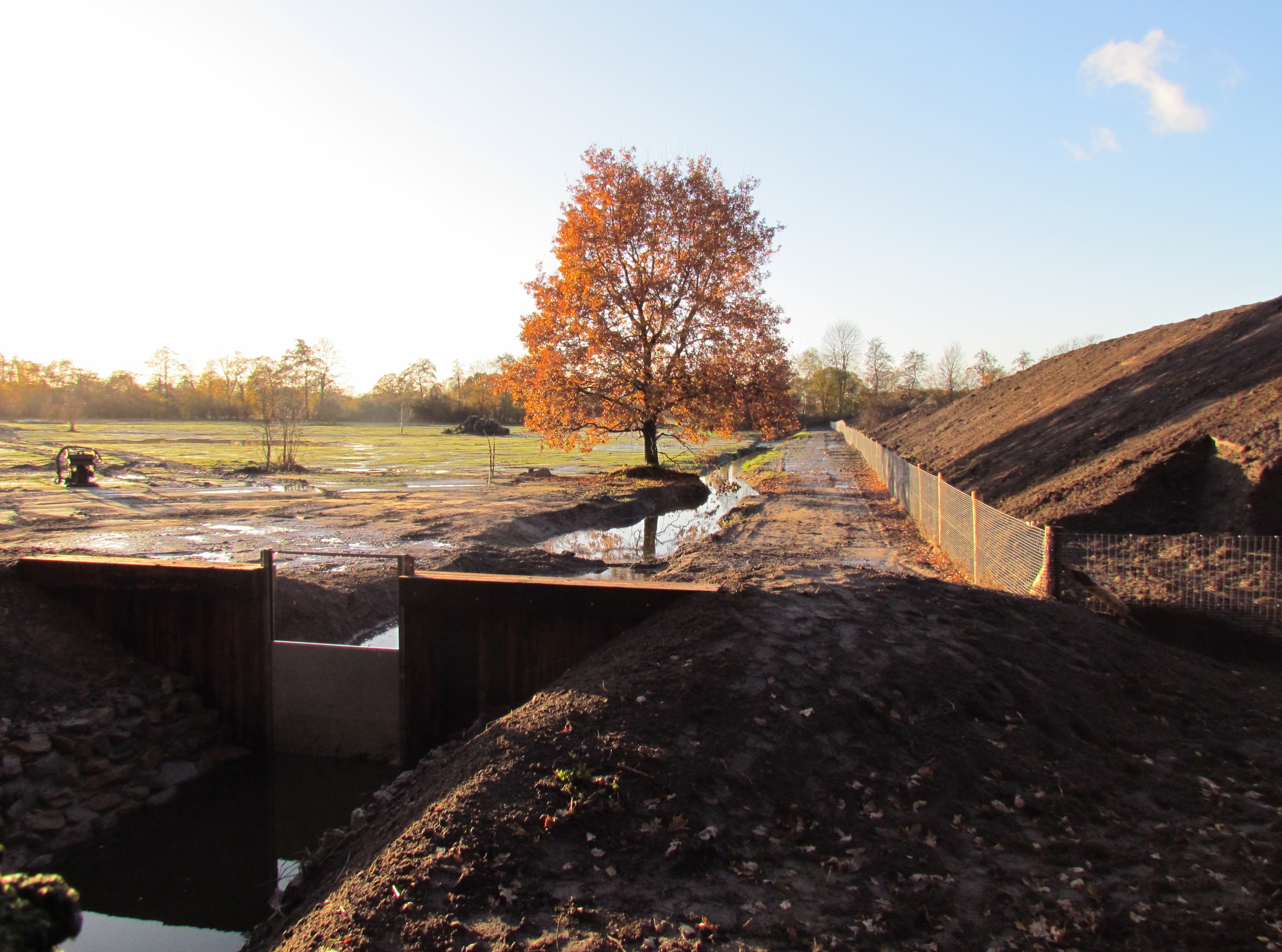
Het gebied tijdens herinrichtingswerkzaamheden in 2012

Het gebied waar ooit het Beekbergerwoud stond ligt tussen de Veluwe en de IJssel. Het is nog altijd een vrij kleinschalig weidegebied, met bosjes, beplanting en verspreide bebouwing. Heide is er echter in het geheel niet meer te vinden. Op de hoge en droge dekzandruggen vinden we nu bos en bebouwing. Daartussen liggen verspreid de lage delen. Hier stroomden de beken, vormden zich de moerasbossen en was het landschap in het oosten onderdeel van de overstromingsvlakten van de IJssel.
In 1993 kwam Natuurmonumenten met het plan om op de plaats van het Beekbergerwoud, daar waar nu weilanden liggen, een natuurlijk bos tot ontwikkeling te brengen. In ecologisch opzicht achtte de Vereniging het nog altijd een zeer kansrijk gebied. Vanuit de Veluwe kwelt er veel schoon grondwater op, waardoor een qua biodiversiteit veelzijdig moerasbos zich er bijna als vanzelf zal ontwikkelen indien het de ruimte krijgt. In sloten en houtwallen treft men nog een aantal soorten aan uit het vroegere bos, die zich dienen uit te zaaien in het nieuwe bos. Door aankoop van gronden probeert men rond de autosnelweg, die het voormalige bos doorsnijdt, het moerasbos terug te krijgen. Natuurmonumenten ziet het gebied als een onmisbare verbindingszone tussen de Veluwe en het IJsseldal. Het is echter niet opgenomen in de ecologische hoofdstructuur van Nederland.
Het gebied is deels ontsloten voor natuurgerichte recreatie door de aanleg van verhoogde zand- en vlonderpaden. Aan de Woudweg is een parkeerplaats en centraal is een uitkijktoren neergezet. Natuurmonumenten bezat anno 2011 zo'n 125 hectare voormalige, na het rooien van het 'oerbos' in 1871 ontgonnen weidegronden, die lang in gebruik zijn geweest als zogenoemd hooiland. Ze bestaan uit vochtig grasland met houtwallen en worden voor een groot deel omgevormd tot vochtig loofbos. Daartoe werden eerst op veel plaatsen de voedselrijke bovenste grondlaag afgegraven en sloten gedempt, waardoor neerslagwater in het gebied blijft. Volgens planning zal het nieuwe natuurgebied uiteindelijk ongeveer 300 hectare groot zijn.
In de jaren 1990 werden de plannen voor de ontwikkeling van nieuw bos in de pers soms begroet als eerherstel en wederopstanding van het verloren woud. Hoewel Natuurmonumenten over het algemeen niet meeging in deze natuurnostalgie noemde ze in de brochure Het Beekbergerwoud - natuurontwikkeling in een voormalig oerbos uit 1993, waarin de plannen met betrekking tot het gebied uit de doeken werden gedaan, zelf ook 'oernatuur' als referentie.

## Afbeeldingen: Het Beekbergerwoud in 2009

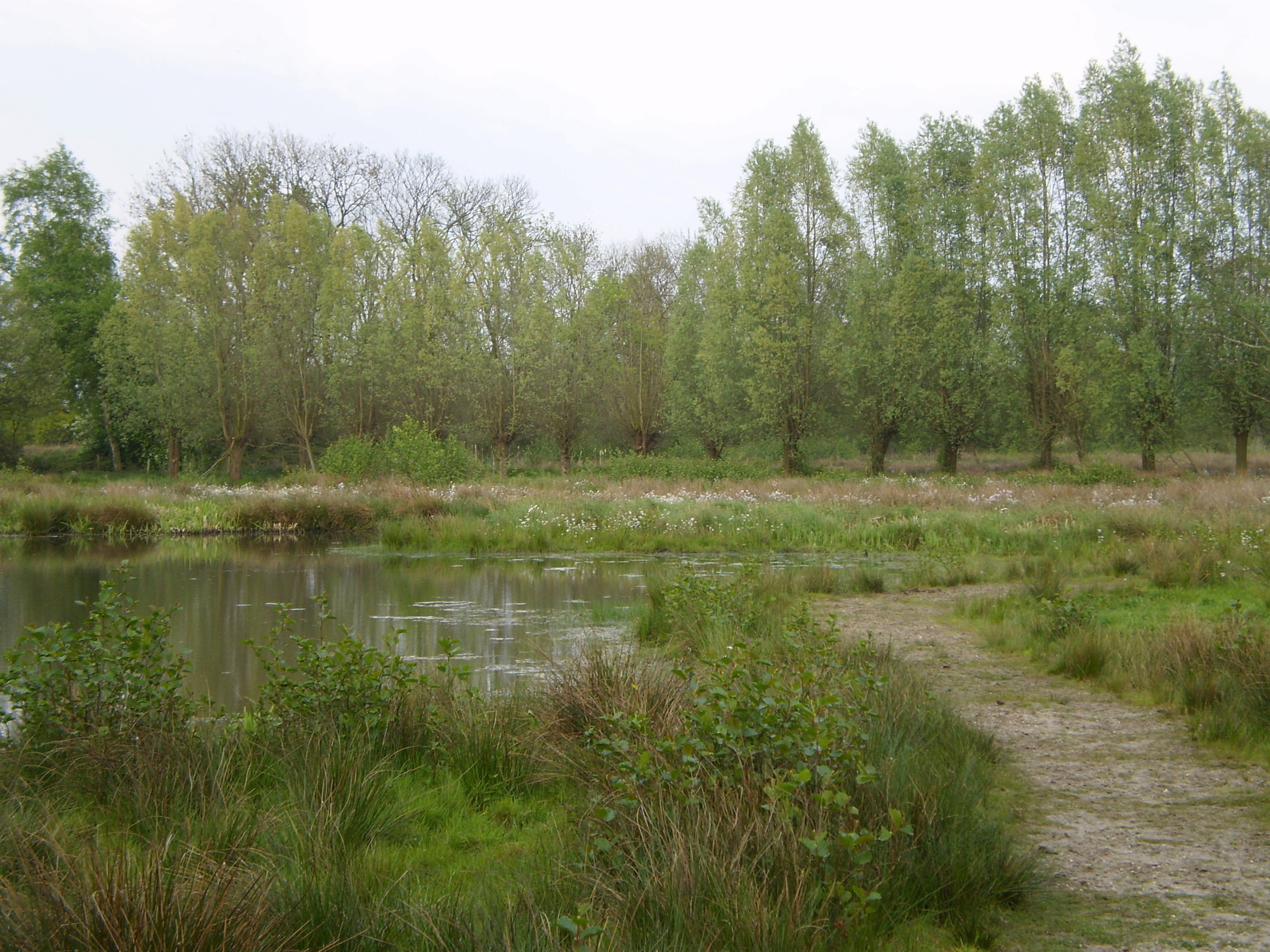
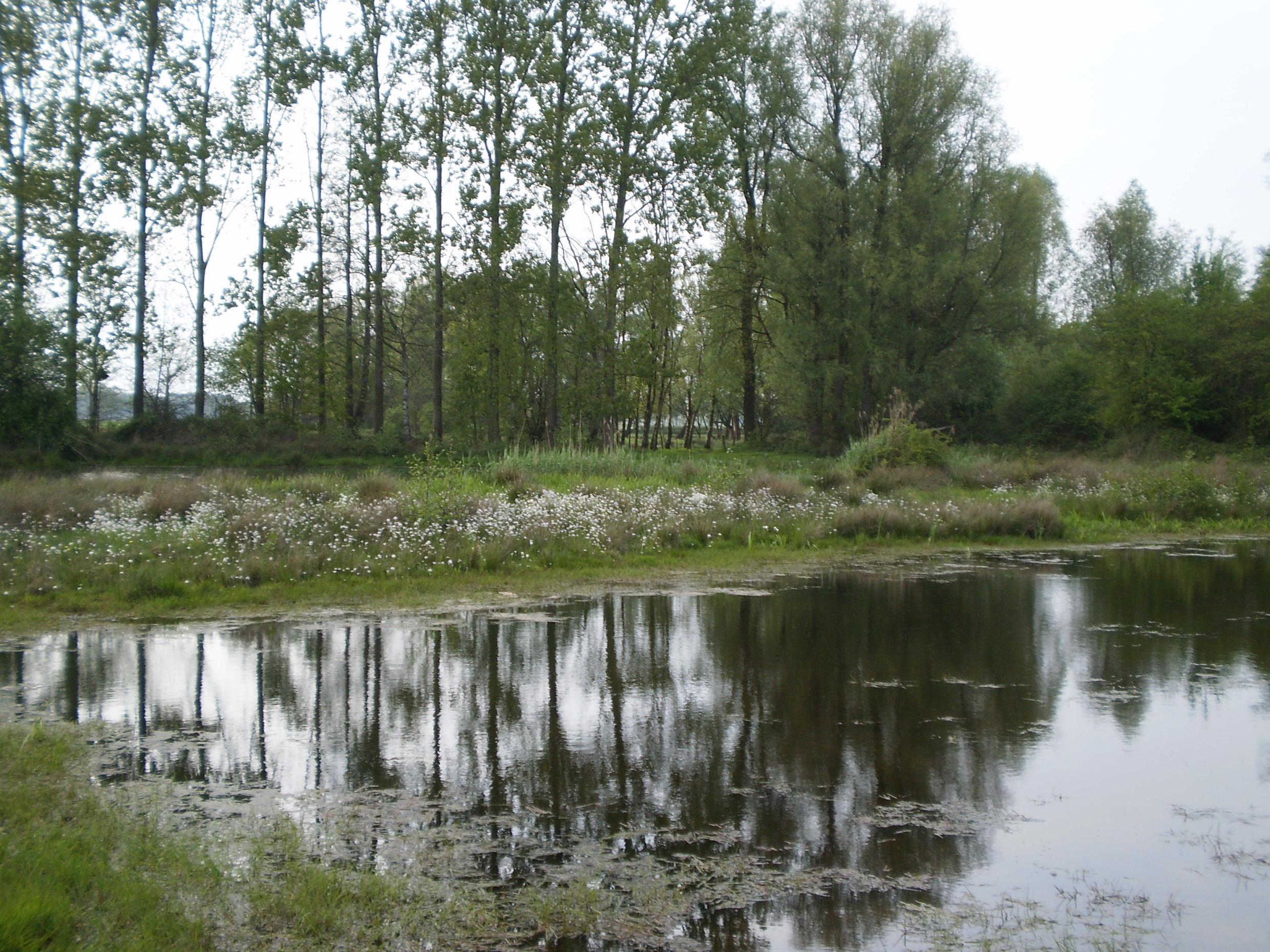
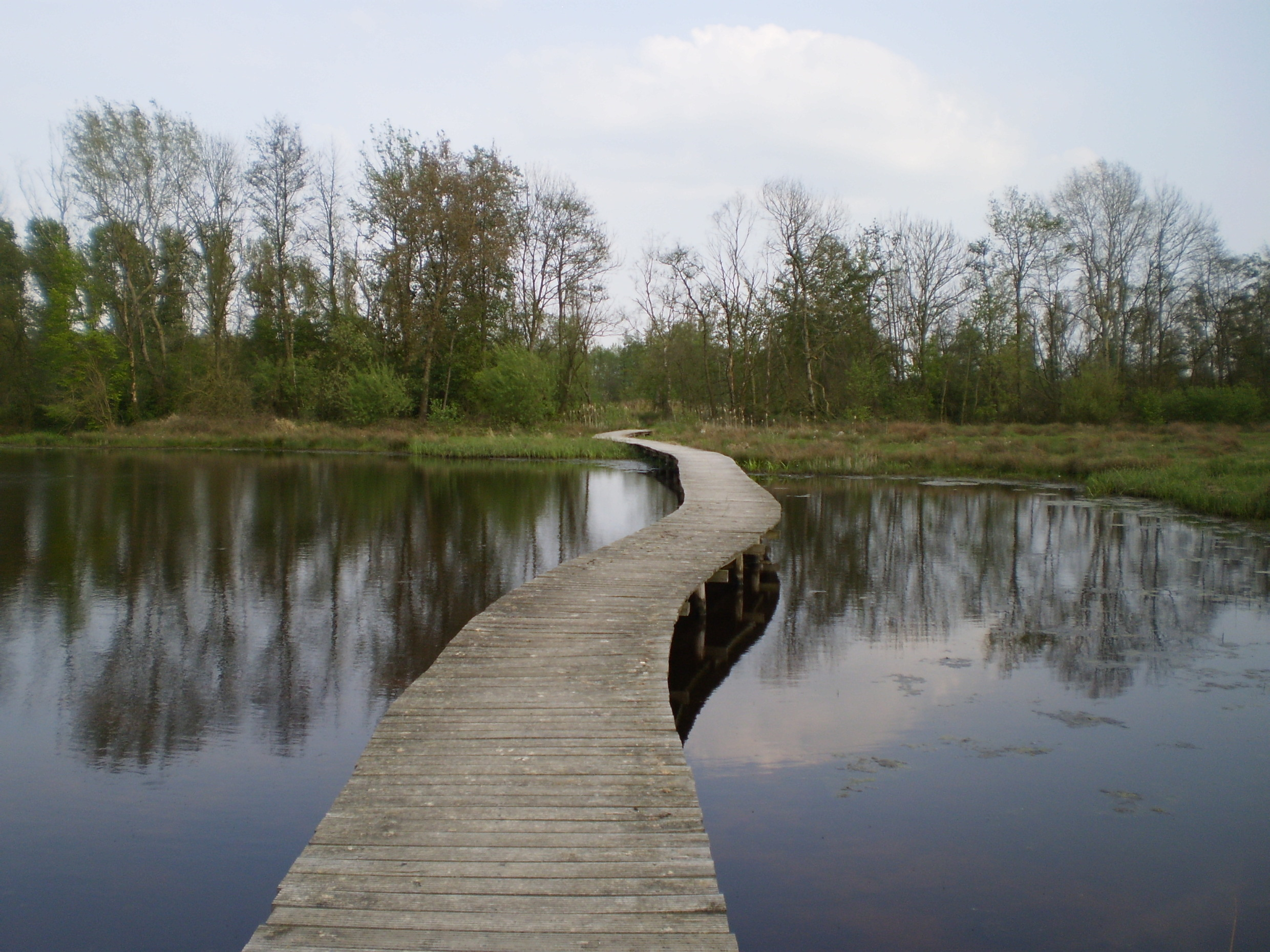

## Romantische en floristische beschrijvingen
'Het Woud' genoot vóór zijn ondergang een grote faam bij reizigers en floristen.
In het Aardrijkskundig Woordenboek der Nederlanden (Van der Aa, 1840) is te lezen:
Dit bosch is een der merkwaardigste bosschen van ons Vaderland en misschien het eenig natuurwoud, waar nooit in geplant is of wordt. De plantengroei is er zo weelderig als ergens in ons geheele land. Het bestaat meest uit elzenbomen, die zich zelven zaaien, en soms wel een hoogte van 20 ellen bereiken. Voorts ziet men er de schoonste essen en eikenbomen, heesters van de vreemdste soort en wilde bloemen. De zwarte bezie, de framboos, de braam- en de boschbes vindt men er in overvloed. Ook nestelen er goudvinken en nachtegalen; terwijl er eenige hoge terpen, horsten genaamd, in gevonden worden, waarvan de hoogste eenige oudheden opgeleverd heeft, die waardig zijn verder nagespeurd te worden. Wegens de weeken, moerassigen grond, kan uit dit bosch niet dan bij sterke vorst gehaald worden, en is het slechts bij drooge zomers te begaan. Het is 156 bunder, 16 vierk. roeden, 20 v. ellen groot, en behoort aan de eigenaars der Ugchelse mark onder Beekbergen.
De informatie die hier wordt gegeven over de eigendomsrechten is echter onjuist. Het gebied behoorde toe aan de Liedermark. Overigens werd er in het gebied op de hogere bosdelen gekapt, geplant en zelfs gespit.
Kort na 1840 bezochten O.G. Heldring en R.H. Graadt Jonckers het Woud. Hun gids was een oude jager die was gestoken in een pak van hertenleer. Ze kwamen aan op een plaats waar gehakt werd en ze bewonderden er essen van tachtig voet hoog. De kap ging gepaard met een feest, er waren vuren aangestoken waar men omheen zat, een koek-en-zopietafel stond klaar. "Hier nestelt raaf, reiger, roerdomp, ijsvogeltje en nachtegaal". Ze bezochten ook de Grote Horst, begroeid met eiken die er ooit waren gepoot. Aan de rand van het Woud zagen de heren kolenbrandershutten. Elk jaar werden er verscheidene mijten aan afvalhout verstookt in houtskoolmeilers.
J.H. Molkenboer schreef in 1847 dat het Woud zijn oorspronkelijke karakter aan het verliezen was. Vooral de zuidkant was volgens hem van gedaante veranderd. Waar de grond vroeger tussen de gekapte elzenbodem zwart en onbegroeid was, was ze nu bedekt met een dicht groen grastapijt. De grond was hoog en droog geworden, het leek wel een heidevegetatie.
...bij den herberg de Kar, den binnenweg naar de heide inslaande..., ziet men het woud voor zich liggen en zoude meenen een mastbos te naderen; zoodat men hetzelve bereikt hebbende en niet dan elzenstammen vindende, eerst na herhaalde overtuiging gelooven kan, dat deze boomsoort aldaar werkelijk die hoogte en dien omvang van stammen erlangt heeft, welke in de verte tot bedrieglijke verwisseling aanleiding gegeven heeft. Het dichte bladgewelf belet den plantengroei tusschen deze boomen welke daarenboven in den moerassigen en meestal onder water staanden bodem geen gunstige omstandigheid vindt.
De bekende natuurbeheerder en vegetatiedeskundige Victor Westhoff schreef in 1956, in een gedenkboek van de Vereeniging tot Behoud van Natuurmonumenten getiteld Vijftig jaar natuurbescherming in Nederland, een gedegen overzichtsartikel met de volgende slotwoorden:
Wanneer men de historie van de ondergang van het Beekbergerwoud nagaat, treft het, dat er zich onder alle stemmen van zijn bewonderaars nauwelijks één verhief, die voor zijn behoud pleitte of zelfs maar zijn ondergang betreurde. Men leefde toen blijkbaar nog in de ban van de gedachte, dat de strijd tegen de wildernis de eerste plicht was van een beschaafd volk. Maar die éne stem heeft toch gesproken, en daarbij het begrip Natuurmonument in onze taal ingevoerd: de stem van F.W. van Eeden in 1886: "Dit bosch had als monument van de voormalige natuur van ons land niet minder waarde dan oude gebouwen voor de geschiedenis der vaderlandsche kunst, en het redden van zulke merkwaardige plekjes uit sloopershanden moest aan de Koninklijke Akademie van Wetenschappen worden opgedragen.

## Historische verwijzingen
'Het Woud' staat er op een tekening van het bos uit 1846, die gebruikt werd voor de topografische kaart van 1854. Het Beekbergerwoud lag zes kilometer ten zuidoosten van de dorpskern van het lang klein gebleven dorpje Apeldoorn; de oostelijke rand van het bos lag anderhalf kilometer van het boerengehucht Klarenbeek.
De vroegste bekende vermelding van het Woud staat in een verpondingsregister uit het jaar 1648. Hierin werden ter vaststelling van de heffing op de grondbelasting de aard van terreinen opgetekend. Het Woud werd aangeslagen als van weinig waarde.
Het Beekbergerwoud en de omliggende, uitgestrekte heidevelden waren in het gemeenschappelijk bezit van het marke- of malegenootschap van de Lierdermark. De opbrengsten van hout en hooi werden volgens plaatselijk vastgestelde verdeelsleutels verdeeld over de geërfden, de aandeelhouders.

### Lierdermarkeboeken
De eerste vermelding betreffende het beheer van het Beekbergerwoud dateert uit 1660. Het is opgetekend in de markeboeken van de Lierdermark (waarvan de oudste stukken overigens uit de periode 1515-1675 dateren). Vet gedrukt zijn hierna de streeknamen die in en rond het woud voorkomen. De gegevens zijn overgenomen uit Moerman en Zinderen Bakker (1950), zoals deze auteurs ze hebben geciteerd en uit het Memorieboek wegens de jaarlijksche verdeelingen en verkopingen benevens enige merkwaardige aanteekeningen over de Lierder en Speldermark te Beekbergen, opgesteld door marktenschrijver D. Boks, beginnende 1 Mei 1826.
- 1660: "Die het holt om de wegh te maecken uijt het Reijtger hebben gehaelt, sal deze reijse door de vingers gesijen worden mits dat het niet meer gedaen en wordt, ...."
- 1675: Op verzoek van de Holtrigter Jonker FRANS VAN APPELTHORN tot het Woudhuis "om turff voor sijn Ho Ed provisie omtrent het Wout te graven", worden drie geërfden benoemd "om een gelegen veen aan te wijzen".
- 1808: Er wordt op de vergadering der geërfden de vraag besproken, of men het hout in 't Woud, in Schalter, enz. zal verdelen of in percelen leggen en verkopen.
- 1816: Holtspraak op 26 juni. "Verder is beconditioneerd dat de Eikenbomen die bij de Zweep (herberg aan de weg naar Klarenbeek-noot Wikipedia) zijn alsmede in 't Woud , zoo zij daar in kunnen komen, zullen verkogt worden"
- 1827: 24 januari is er in het Wout "een delinge gelegd van koolhout in het zoogenaamde Rooknest en is het deel daarvan berekend op +- f. 36,-". Aangezien in deze mark 17 "deelen" waren, was de opbrengst dus f. 612,-.
  - 30 januari. Het Groote Horst aan de 'Zomp bij en aan het Wout publiek verkocht aan 10 percelen, nl. 170 eiken en beuken, opbrengst f. 540,-.
  - 26 februari. Het zogenaamde Rijzenhouw bij en aan het Woud ten noorden langs de Oude Beek in 13 percelen verkocht, meest brandhout, f. 188,-.
  - In maart 165 eikenheesters in het Woud verpoot en gepoot op de zogenaamde Varkenshorst ten noorden aan het Woud en op de horst Boerelt. Ze zijn op het woud zelf op "onnodige plaatsen gestoten".
  - 4 april. Eiken ten zuiden langs het Woud, f. 88,-.
  - 2 juli. Publieke verkoop van turf aan het Kwade Rit bij het woud.
  - 23 september. Aanbesteed het omzetten, 4 voet diep, van de Groote Horst bij het Woud, 424 Roeden, voor f. 161,-. De Groote Horst bepoot met eiken, kosten 17 ½ ct per stuk.
- 1829: 16 januari is er in het Woud een deelinge gelegd in het zware hout, f. 1244,-.
  - 21 januari. Eikenbomen aan de Oude Beek, f. 150,-. Brandhout aan de zuiderkant van Rietger'. In het Woud deelinge gelegd, f. 516,-.
- 1832: 1 januari. Deling van koolhout achter in 't Woud langs Pluimstra, f. 1020,-.
  - 15 januari. Zware eikenbomen aan Pluimstra, f. 508,-.
  - 2 mei (Markeboek), de vergadering besluit: de zware eikebomen in de delen in het Woud staande zullen dit jaar zo mogelijk verkocht worden.
- 1835: 6 mei (Markeboek). Op de vergadering besloten: zonder schriftelijk consent van gecommitteerden uit de mark mag men geen bomen of ander hout in het Woud vellen; men mag er niet langer in of bij blijven dan tot 25 juni.
- 1837: 5 februari. 4 Eiken en 11 elzen koolhout f. 150,-, nog koolhout f. 379,-. In januari en februari delingen in 't Wout, f. 1904,-.
- 1838: In december en februari deling van zwaar hout, f. 1020,-.
- 1839: 13 januari. Deling uitgebaakt langs de Oude Beek in het coolhout, f. 1224,-.
- 1840: 18 december. Deling van coolhout uitgebaakt van de Peppeltra tot aan de Pluimstra, f. 816,-.
- 1841: 12 januari. Deling uitgebaakt, zijnde koolhout, begint aan Pluimstra ten noorden langs de Morgens, f. 582,-.
  - 18 januari. Publieke verkoop van eikenbomen onder de uitgebaakte deling, f. 169,-. Percelen elzen kool- en brandhout, 2 aan Pluimstra en 5 aan Rietzegenhouw f. 79,-.
- 1843: 14 januari. Loten getrokken voor de deling langs de Oude Beek, f. 612.
- 1844: 8 Percelen eikenboompjes langs het Woud, f. 170.
  - 17 december. Deling, ten zuiden van die van het vorig jaar, f. 1224,-. Publiek verkocht elzen kool- en brandhout, aan de zuidkant van het Rietger en in de Zomp, samen f. 222,-.
  - 8 mei (Markeboek): besloten eikenboomen op Baereld te verkopen.
- 1845: 5 februari. Eikensnoeihout.
  - 29 februari. Eikenboompjes aan Pluimstra, f. 27,-.
- 1846: 30 december. Delen uitgebaakt, ten noorden van de vorige, het Reigerskooi genaamd, f. 612,-.
- 1847: 11 januari. Delen gelegd in het koolhout voor aan de Oude Beek, f. 612,-.
  - 19 januari. Publieke verkoop van eikenbomen, f. 146,-.
- 1849: Delen gelegd aan de noordoostkant van het Reigerskooi, f. 816,-. Publieke verkoop van eikenbomen, f. 157,-, en van elzen in het Kwade Riet.
- 1850: Delen in het Woud: het Weezenboomenboschje en voor aan het Woud in het koolhout, f. 612,-. (In 1790 werd bij ongeoorloofd hakken "op ijder groene Elsen Weze- of Distelboom" tot boete gesteld 1 gld. 10 st.: het was een paal die in de lengte over een voer werd gelegd.)
- 1851: Publiek verkocht aan Pluimstra, f. 37,-.
- 1853: Door de gecommitteerden delen gelegd, berekend op f. 816,-.
- 1854: 2 januari. "Daaraan begonnen te werken voor den tijd van 6 dagen, toen werden wij alle door het dooie weer verhinderd, en die lente ook niet weer kunnen werken.".
- 1858: 11 januari. Publieke verkoop: 4 percelen eiken, f. 71.-; 3 percelen essen, "daar de bas afgetrokken was", f. 29,-; 13 percelen elsenbrandhout in Rietger en voor de Beekhof, f. 117,-; 1 perceel in het Kluingat op het Boerelt.
  - In januari deling gelegd langs het jonge hout, "van vroeger het Reigerskooi genaamd", f. 816,-.
  - 23 december. Publieke verkoop van elzenbrandhout in het Riezigenhouw en elders.
- 1862: 20 mei (Markeboek). Het onder de geërfden verdeelde hout mag niet worden gehakt of vervoerd dan van 1 december tot 15 maart.
- 1863: Publiek verkocht 23 percelen elzen, aan de zuidkant langs het woud, "beginnende op het Boerelt, door de Kwade Riete en vervolgens na Voorin", f. 536,-.
- 1868: Delen gelegd, f. 1224,-
  - 19 mei (Markeboek). Een voorstel op de vergadering, om het Woud te verkopen, wordt verworpen.
- 1869: Publieke verkoop elzenbrandhout, f. 404,-.
  - 18 mei (Markeboek). Het bestuur stelt voor om al het hout in 4 jaar te verkopen en de ondergrond naar ieders aandeel te verdelen. Dit voorstel is ingetrokken, daar het "geheel onuitvoerbaar" wordt geacht. Aangenomen wordt het woud, "mits genoeg geldende", te verkopen.
  - 3 november (Markeboek). Buitengewone vergadering van de Liedermark. Er is een brief gekomen van de heer Van Spreekens, de nieuwe eigenaar van het Woud. Hij vraagt de medewerking van de inwoners van Beekbergen bij de sloop en het in cultuur brengen. De koopsom bedroeg f. 98.005,10. De uitgaven in deze zaak waren f. 2609,64. Op ieder 1/12 van een vol aandeel wordt uitbetaald f. 470,- en uit de markekas bijbetaald f. 484,34. "Nog dient hier niet onvermeld te blijven, dat in het laatstgenoemde jaar (1869) in de maand September het alom bekende en beroemde Bekbergwerwoud is verkocht. P.G. Sager, administarteur. P.S. Den 10 Junij 1871 is de laste boom van het Woud geveld".

Een volledige lijst van de namen der geërfden komt voor in een opstel van A. Aarsen in de Gelderse Volksalmanak 1899. De aandelen in deze lijst van 1868 waren het eigendom van ongeveer 70 personen. Sommige hadden bijvoorbeeld 1/108 van een vol 17e deel.